# Avenida Teniente General Donato Álvarez
La Avenida Teniente General Donato Álvarez es una avenida urbana de 12 km de extensión que transcurre por los partidos de Lanús, Lomas de Zamora, Almirante Brown, Quilmes y Florencio Varela, siendo la continuación de la calle Los Pozos de la localidad de Villa Domínico, partido de Avellaneda. Conforma junto con la avenida Padre Obispo Jorge Novak y la calle General Hornos (ambas ubicadas en Florencio Varela) una importante arteria vial del sur del conurbano que comunica la Ruta Provincial 14 en Villa Domínico con la Ruta Provincial 53 en Villa Vatteone.

## Extensión
Se extiende desde el Camino General Belgrano, en el límite entre los partidos de Lanús y Avellaneda, hasta el cruce con la Avenida Jorge Novak y la calle La Pulpería, en la localidad de Gobernador Julio A. Costa, para recorrer así un total de 12 km. A lo largo de su recorrido posee diferente numeración: en el partido de Lanús inicia en el 3300 y finaliza en el 5.500, mientras que el resto del trayecto, una vez cruzada la avenida Coronel Lynch (límite con los partidos de Quilmes y Lomas de Zamora) es desde el 1 hasta el 7.500.
Hacia el norte, la avenida continúa en el partido de Avellaneda bajo la denominación de Los Pozos hasta su definitivo fin en el cruce con la calle Suipacha. Hacia el sur continúa como avenida Jorge Novak por el partido de Florencio Varela.

## Características
Es una avenida muy concurrida para los habitantes del sur del conurbano, sobre todo para los que viven en los municipios de Almirante Brown, Quilmes y Florencio Varela. Decenas de líneas de colectivos circulan por ahí, siendo las que hacen la mayor parte del recorrido por esta avenida la línea provincial 271 y las comunales 585 y 586, las dos últimas pertenecientes al partido de Quilmes.
En la localidad de San Francisco Solano funciona una feria muy popular en la zona, en donde suelen venderse artículos de toda índole a bajos precios. La misma ha sido objeto de polémica por la venta de animales vivos en algunos de sus puestos y más recientemente, de la aglomeración sin control de personas y el poco o nulo cumplimiento del protocolo sanitario.

## Recorrido
La avenida inicia su recorrido desde la altura 3.300, en el cruce con el Camino General Belgrano. Esta zona tiene un importante movimiento vehicular ya que el camino permite la comunicación entre la ciudad de Avellaneda y otros importantes nodos de transporte urbano como el Cruce Varela o la Rotonda de Gutiérrez. Continúa su trayecto durante todo el partido de Lanús hasta la altura 5.500, que es el límite con los partidos de Quilmes y Lomas de Zamora. Este tramo se caracteriza por sus barrios precarios, por los cuales la avenida pasa durante la mayor parte del recorrido en este municipio.
Al cruzar la avenida Coronel Lynch, cambia su numeración (empezando ahora desde el 1) y continúa su recorrido sirviendo como límite entre los partidos de Quilmes y Lomas de Zamora. En este tramo se encuentran el Parque Industrial de Quilmes y en el cruce con la Ruta Provincial 49 una planta de la empresa Cattorini Hnos.
A la altura 1.500, ingresa parcialmente al partido de Almirante Brown, pasando ahora a delimitar a este último con el de Quilmes. A la altura 2010 (1710 desde el lado de Almirante Brown) se encuentra la terminal de colectivos de la línea 33, que une este punto con Dock Sud, Retiro y Ciudad Universitaria. Unos metros más adelante cruza el Arroyo San Francisco, afluente principal del Arroyo Santo Domingo. Esta zona se caracteriza por ser medianamente comercial, con decenas de comercios y negocios ubicados sobre la avenida en los tres municipios que recorre.
Al cruzar la avenida San Martín, ingresa a la localidad de San Francisco Solano, la cual está repartida entre los municipios de Quilmes y Almirante Brown y delimitada principalmente por esta avenida. Por este sector funciona la famosa "feria de Solano", en donde se venden artículos de todo tipo a precios bajos.
En el cruce con la calle 836 la avenida se desvía brevemente hacia la derecha y cruza a nivel el ramal ferroviario del extinto Ferrocarril Provincial de Buenos Aires, el cual actualmente se encuentra clausurado y sus vías desmanteladas, para luego retomar su camino hacia el sudeste. Posteriormente pasa por el centro de la localidad, donde hay una alta densidad comercial, y pasa también muy cerca de la estación de ferrocarril. Durante este tramo la avenida recibe diferentes denominaciones en el lado browniano, como Presidente Juan Domingo Perón o El Cóndor.
Más adelante cruza la Ruta Provincial 4 y deja de ser una zona comercial para pasar a ser puramente residencial. Unos metros después ingresa parcialmente al partido de Florencio Varela, para metros más tarde cruzar el arroyo Las Piedras e ingresar totalmente al mismo. La avenida finaliza metros después, en el cruce con la calle La Pulpería, continuando así como Avenida Jorge Novak.

## Intersecciones
- En el siguiente esquema, se muestran los cruces de calles y ferrocarriles más importantes en esta avenida.

|  |  | RMCONTg |

|  | STRq | RMKRZ | STRq |  |

|  | STRq | RMKRZ | STRq |  |

|  |  | RM | SHOPPING |  |

|  |  | RM |

|  |  | RM | lNAT |  |

|  |  | RM |

|  | STRq | RMKRZ | STRq |  |

|  |  | RM | WORKS |  |

|  |  | RMTEEaq + RM | STRq |  |

|  | STRq | RMKRZ | STRq |  |

|  |  | RM | WORKS |  |

|  |  | RMTEEaq + RM | STRq |  |

|  |  | RM |

|  | STRq | RMTEEeq + RM |  |  |

|  | STRq | RMTEEeq + RM |  |  |

|  | WASSERq | RMoW2 | WASSERq |  |

|  |  | RM |

|  | STRq | RMKRZ | STRq |  |

|  |  | RM |

|  |  | TEEaq + STR | STR2+r | STRc3 |

|  |  | exSKRZ-G+eBUE | STRc1 | STR+4 |

|  |  | STR |  | STR |

|  |  | TEEaq | STRq | TEEeq |

|  |  | TEEaq | STRq | TEEeq |

|  |  | STR |  | CONTf |

|  |  | STR |

|  | STRq | KRZ | STRq |  |

|  |  | STR |

|  |  | STR |  | CONTg |

|  | WASSERq | hKRZWae | WASSERq | hKRZWae |

|  |  | STR2 | STRc3 | STR |

|  |  | STRc1 | STRl+4 | TEEeq |

|  |  |  |  | CONTf |